# イアン・パートリッジ
イアン・パートリッジ（Ian Partridge, 1938年6月12日 - ）は、イギリス出身のテノール歌手。
ウィンブルドン出身。ロンドン王立大学を経てギルドホール音楽学校でノーマン・ウォーカーに声楽、アイルマー・ブーストに合唱を学んだ。1958年にベクスヒルでゲオルク・フリードリヒ・ヘンデルの《メサイア》に参加して脚光を浴びるようになった。1992年にはCBEを受勲している。